# Daniel Walczak
Daniel Walczak (ur. 8 lipca 1976 w Ostrowie Wielkopolskim) – polski producent muzyczny, muzyk, kompozytor. Członek Akademii Fonograficznej ZPAV. 
Sześciokrotnie nominowany do nagrody polskiego przemysłu fonograficznego Fryderyk. Laureat Laury Kultury 2018, przyznawanego przez Starostę miasta Ostrowa Wielkopolskiego.

## Życiorys
Karierę muzyczną rozpoczynał w lokalnych zespołach SO, Ślimak Pędziwiatr, Junk Head. W 1996 dołączył do zespołu Ja Radio Jarocin, gdzie pracował jako producent radiowy. Potem odpowiadał za brzmienie Radio Eska Śląsk, Eska Rock i Radio Roxy. 
W kwietniu 2008 roku powrócił na scenę muzyczną i pod pseudonimem „Mały72” - razem z Tomkiem Janiszewskim „Magierą” oraz z Tymonem Smektałą nagrał płytę „Oddycham smogiem”, która ukazała się nakładem wytwórni Asfalt Records. 
Grał z takimi artystami jak Novika („Lovefinder”), Brodka (kierownik muzyczny zespołu na trasie z płytą „Granda”) oraz z Dawidem Podsiadło (kierownik muzyczny na trasach „Comfort & Happieness Tour” (2013-2014), Son of Analog Tour (2016) oraz „Andante Cantabile Tour” (2016).
W 2014 roku wyprodukował świetnie przyjęty debiutancki krążek zespołu Dawida Podsiadło Curly Heads - „Ruby Dress Skinny Dog” (nominacja do Fryderyka w kategorii Album Roku Rock, Złota Płyta ZPAV). Był także współproducentem oraz współkompozytorem (z Bogdanem Kondrackim) drugiej solowej płyty Dawida Podsiadło „Annoyance and Disappointment” (nominacja do Fryderyka w kategorii Albym Roku Pop). Album zadebiutował na 1. miejscu polskiej listy przebojów – OLiS oraz osiągnął status diamentowej płyty.
Daniel Walczak wyprodukował także płyty dla Grzegorza Hyżego („Momenty” 2017 rok, nominacja do Fryderyka w kategorii Album Roku Pop, Platynowa Płyta ZPAV), zespołu BOKKA („Life on Planet B" 2018 rok, nominacja do Fryderyka w kategorii Album Roku Alternatywa) i Kasi Lins („Moja wina” 2020 rok, nominacja do Fryderyka w kategorii Album Roku Pop Alternatywny”. W 2021 roku był dwukrotnie nominowany (razem z Michałem „Foxem” Królem) do nagrody Fryderyka w kategorii Kompozytor Roku i Utwór Roku za piosenkę „Król nocy” Grzegorza Hyżego. W 2022 roku otrzymał Diamentową Płytę za singiel Magiera feat. Sobel „Drobna Zabawa”.